# حقوق بشر افراد بیناجنسی

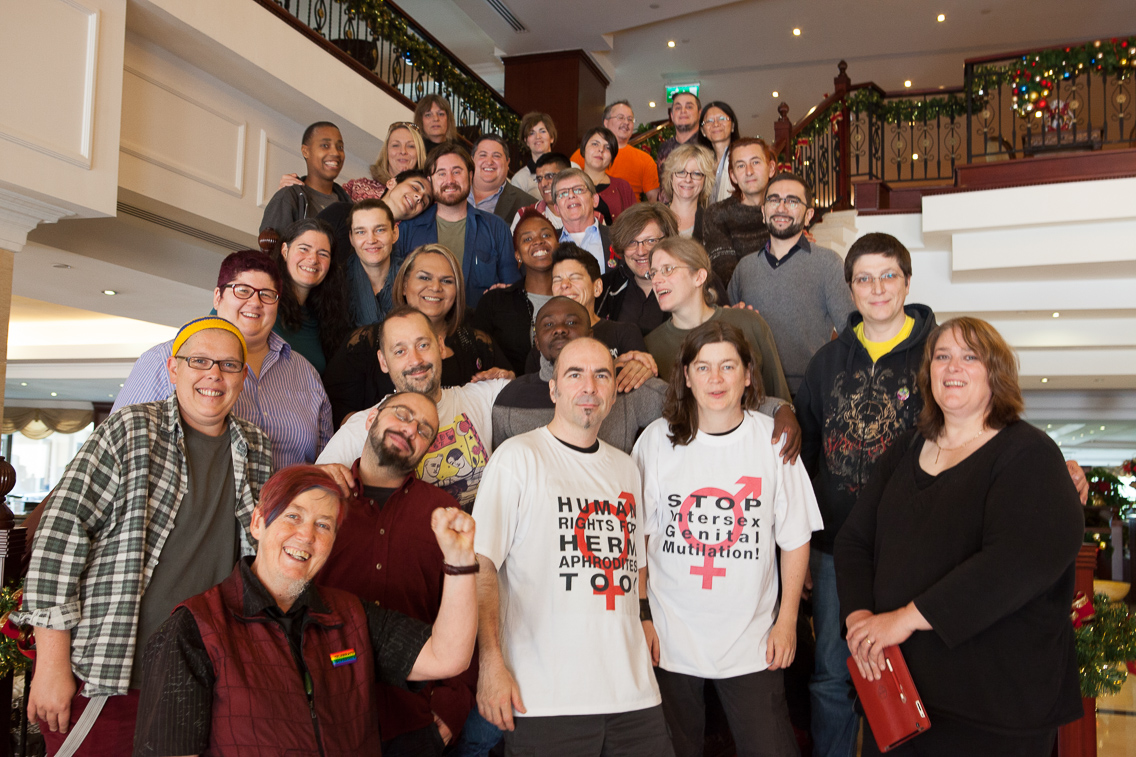
شرکت‌کنندگان در سومین همایش بین‌المللی بیناجنسی‌ها، مالتا، دسامبر ۲۰۱۳

بیناجنسی ها افرادی با ویژگی‌های جنسی‌ای، مانند کروموزوم‌ها، غدد جنسی یا اندام‌ تناسلی، هستند که به هنگام تولد با خصوصیات معمول مرد یا زن تطابق و هماهنگی ندارد.

## تغییر جنسیت و چالش‌های آن
امکان تبدیل جنسی کودکان و نوزادان میان جنسی از جمله آن‌هایی که اندام‌ تناسلی نامشخصی دارند، به جنسی که از لحاظ اجتماعی برای فرد مورد قبول تر است، از طریق عمل جراحی یا درمان هورمونی (یا هردو) وجود دارد. هرچند فرایندی جنجالی و بحث‌برانگیز بوده و اطمینان کاملی نیز از دستاورد رضایت بخش آن موجود نیست. این گونه درمان‌ها ممکن است نیازمند عقیم‌سازی باشد. بزرگسالان، از جمله ورزشکاران زن برجسته، نیز از جمله افرادی بوده‌اند که تحت چنین درمان‌هایی قرار گرفته‌اند.
در سال‌های اخیر این گونه مسایل به عنوان نقض حقوق بشر شناخته شده‌اند و بیانیه‌های متعددی از آژانس‌های سازمان ملل، و موسسات اخلاقی در حمایت از آن‌ها منتشر شده‌ است. سازمان‌های میان جنسی مختلفی هم به وجود آمده‌اند؛ که در حقیقت زیرمجموعه انجمن بین‌المللی میان جنسی‌ها به‌شمار می‌آیند.
با این حال حمایت از حقوق بشر و رعایت مفاد فوق در قوانین و مقررات تاکنون روند کندتری داشته‌ است.
در سال ۲۰۱۱، کریستین وولینگ برای اولین بار پرونده ای حقوقی را علیه یک جراح  با دعوی مداخله در عمل جراحی برای اصلاح جنسی بدون رضایت بیمار، با موفقیت به پایان برد. در سال ۲۰۱۵ شورای اروپا برای نخستین بار قایل به حقوق افراد میان جنسی که قصد درمان اصلاح جنسی ندارند شد. همچنین مالتا نخستین کشوری است که در آوریل ۲۰۱۵ هرگونه مداخله پزشکی برای اصلاح کالبد جنسی افراد و از جمله افراد میان جنسی بدون رضایت شخص بیمار را غیرقانونی اعلام کرد.